# Héctor García Cobo
Héctor García (Ciudad de México, 23 de agosto de 1923 - Ciudad de México, 2 de junio de 2012) fue un fotógrafo mexicano, llamado por Carlos Monsiváis, Fotógrafo de la Ciudad. Es reconocido por su extensa obra fotográfica que retrata la vida del México de mediados del siglo XX. Reportero gráfico o fotorreportero –como se hacía llamar a sí mismo–, trabajó para distintas publicaciones como Mañana, Siempre!, Revista de América, Time, Life Cruceiros, Novedades, entre otras. Recibió en tres ocasiones el Premio Nacional de Periodismo en los años 1958, 1968 y 1979; el Premio Nacional de Ciencias y Artes en el 2002 e ingresó a la Academia de Artes en el 2005; entre otras importantes distinciones y reconocimientos. Viajero incansable, recorrió con su cámara América, Europa, Medio Oriente y Asia.
Estudió en el Instituto de Artes y Ciencias Cinematográficas de México, donde fue discípulo de Manuel Álvarez Bravo y Gabriel Figueroa.
Desde 1945 trabajó como periodista gráfico, tanto en México como en el extranjero. Fue también docente en el Centro Universitario de Estudios Cinematográficos de la UNAM.

## Primeros años:Pata de perro
Héctor García nació en el pequeño barrio del centro de la Ciudad de México, conocido como La Candelaria de los Patos, en la calle Juan de la Granja. Fue hijo de Amparo Cobo Soberantes, de nacionalidad mexicana, y de Ramiro do Porto, de origen portugués. De niño, como su madre tenía que salir a trabajar, lo dejaba atado del pie a una de las patas de la cama, pues desde entonces tenía una fijación especial por salir a recorrer el mundo, de ahí que su madre lo apodara Pata de Perro.
Desde su infancia y debido a su desfortuna en el aspecto económico, Héctor tuvo que trabajar para poder sobrevivir; trabajando como bolero, vendedor de periódicos y chicles, cargando canastas, etc. Más tarde aprendería otros oficios, producto de su estancia en la correccional para menores.

## De la correccional para menores al Instituto Politécnico Nacional
Debido a su avidez por salir a conocer el mundo, a los siete años, Héctor García ya había abandonado su casa de la vieja vecindad en La Candelaria de los Patos, para emprender sus primeros pasos que lo llevarían a recorrer gran parte del mundo. Su primer destino fueron las calles de Bucareli donde inició vendiendo periódicos, y las cuales se convertirían también en su hogar. Ahí se encontraban las oficinas de Excélsior y El Universal, por lo que pasaba las noches en las aceras esperando que los expendedores le entregaran su paquete de periódicos para vocearlos más tarde por las grandes avenidas.
Tiempo después, acusado de haberse robado algunos panes, dulces y demás comida, fue llevado a la correccional para menores. Durante su prisión estuvo bajo la tutela del doctor Alfonso Quiroz Cuarón.
En 1940 mientras se encontraba en la correccional, su madre fallece debido a una afección cardiaca; en ese momento, solamente tuvo oportunidad de asistir al funeral con un permiso especial.
Dentro de la correccional, Héctor conoció también a quien con el paso del tiempo se convertiría en su protector, el Dr. Gilberto Bolaños Cacho. En distintas ocasiones mientras se encontraba recluido, recibió la invitación de Gilberto para acompañarlo a pescar. También fue en ese mismo instante que Héctor comenzó a tomar sus primeras fotografías con una pequeña cámara que el mismo Gilberto le obsequiara.
Al cumplir dieciocho años, el joven Héctor abandonó la correccional para menores con sus estudios de primaria y secundaria terminados, para más tarde ingresar al Instituto Politécnico Nacional, apoyado por la maestra Paquita Acosta, por Alfonso Quiroz y por el mismo Gilberto Bolaños quienes lograron conseguirle una beca para entrar en aquella institución, que para ese entonces solamente otorgaba estudios para convertirse en obreros o mecánicos.
Ahí mismo junto a otros compañeros fundó la Confederación de Estudiantes Técnicos, donde se encargaría de editar periódicos murales. Pero muy poco duró su estancia como estudiante de nivel medio superior, ya que abandonaría sus estudios para emprender nuevamente el viaje en busca de mejores oportunidades.

## Viaje a Estados Unidos y su encuentro con la fotografía
En 1942, en plena Segunda Guerra Mundial, Héctor García viaja a los Estados Unidos, para trabajar como bracero. En su viaje de camino a aquel país, llega a Querétaro donde se efectuaban las contrataciones para laborar allá.
Una mañana en pleno invierno, él y otros compañeros se dirigieron a las vías del ferrocarril para trabajar en algunas reparaciones eléctricas que habían sido dañadas debido a las bajas temperaturas; allí, mientras se encontraban trabajando, llegó de súbito un inmenso tren a gran velocidad, alzando grandes remolinos de nieve que apenas les dio tiempo de replegarse contra la pared cubierta de nieve.
En muchas otras ocasiones, habían colocado estratégicamente cohetes en las vías para darles aviso de que un tren se aproximaba, pero en esta ocasión habían fallado, y como era también costumbre de ellos enumerarse después de que pasaban los trenes para asegurarse de que nadie estuviera herido o faltara; esta vez había sido distinto, pues durante su numeración, uno de sus compañeros no respondió y al buscarlo se encontraron con lo que Héctor describió como un campo de amapolas:
Al retorno de la visión en el ámbito descubrimos sobre la nieve, cual campo de amapolas, los restos dispersos y enterrados de Ernesto. Era el cuerpo de nuestro compañero. El tren lo había arrollado, sembrando sus restos entre la nieve.
Héctor García, quien llevaba la pequeña cámara que le había sido obsequiada por el doctor Gilberto Bolaños, tomó fotografías de aquella escena. Al revelar el rollo se encontró con que las fotografías habían salido trasparentes debido a la sobreexposición ocasionada por el reflejo intenso de la nieve.
Su frustración sería tal, que despertó en él un gran interés por averiguar que había sucedido con sus fotografías. Días después, viajó a Nueva York donde vio un anuncio que llamó su atención, se trataba de una pequeña escuela de fotografía.
Al terminar su permiso para laborar en Estados Unidos, Héctor permaneció durante algunos meses más laborando en otras actividades que van desde pintor hasta cocinero para las sopas condensadas Campbell’s, pero después de algún tiempo fue detenido por agentes de la migra, quienes lo deportaron a la frontera para regresar a México.

## Regreso a México y su entrada alCeluloide
A su regreso a México, Héctor García contacta nuevamente al Dr. Gilberto Bolaños, quien lo presenta con Edmundo Valadés, director de la revista Celuloide, en donde comienza trabajar.
Dentro de la revista Celuloide comenzó barriendo oficinas, llevando tortas y refrescos, y en general haciendo todo lo que le pedían, mientras observaba de cerca el trabajo que realizaban fotógrafos y diseñadores.
Durante ese tiempo también conoció a Manuel Ángel Bayardi quien escribía para la revista Novedades bajo el seudónimo de Ariel; mismo que le conseguiría entrar a la Academia de Artes Cinematográficas. Dentro de la academia conoció a grandes figuras como Salvador Novo, Xavier Villaurrutia, Manuel Álvarez Bravo – a quien consideró su gran maestro – y al cineasta Gabriel Figueroa.

## Héctor y María García
En 1953, Héctor conoce a María del Carmen Sánchez, a quien conoció gracias a Lupita Martínez, tía de María. Lupita trabajaba junto con Héctor en su laboratorio fotográfico.
Un año más tarde, en 1954, Héctor y María contraen nupcias el 4 de abril de ese mismo año. Después de dos semanas en Acapulco para celebrar su luna de miel, se encuentran con el arquitecto Mario Pani, quien lo invita a trabajar fotografiando regatas, por lo cual permanecen ahí por más de un mes.
Al inicio María solamente ayudaba a Héctor con el revelado y envío de fotografías, con el tiempo y animada por Elena Poniatowska, comenzó a interesarse cada vez más por la fotografía. Aunque Héctor y María comparten el empleo de la fotografía, cada uno le ha otorgado un toque característico, resultado de los años de trabajo y experiencias con la fotografía.
En 1965, Héctor y María recibieron a su primer hijo, nombrado igual que él. Dos años más tarde llegó su segundo hijo Yuri. Después reciben a su tercer hija, Cecilia Amparo, cuyos nombres son otorgados en honor a sus dos abuelas.

## Héctor García,Foto Press

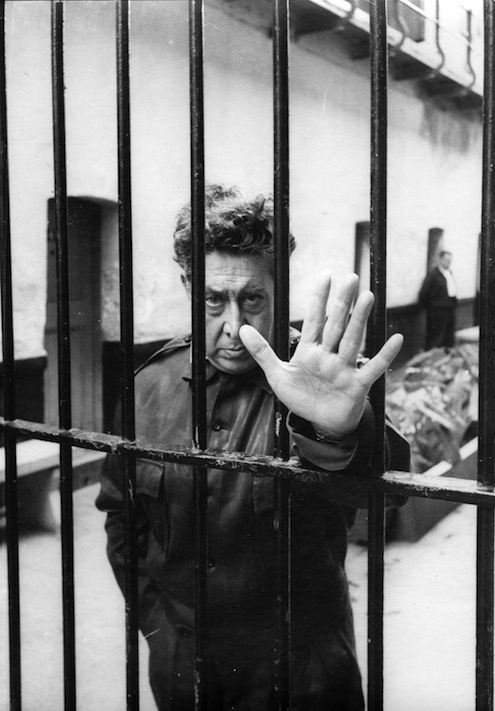
David Alfaro Siqueiros (El Coronelazo) Lecumberri, 1960. Héctor García Foto Press

En 1950 Héctor García funda su propia agencia de fotografía llamada Foto Press, que en un principio se encontraba en Reforma 12, en un pequeño despacho ubicado con el número 503. Tiempo después, debido a la ampliación de la avenida Paseo de la Reforma tuvo que mudarse a la calle de Rosales 28, pero pronto habría cambiarse nuevamente a la calle Morelos, esta vez porque la calle anterior terminaría por convertirse en eje vial.
Finalmente y debido al terremoto de 1985, todo el archivo de Héctor García es trasladado a su casa en Cumbres de Maltrata, Col. 2.ª. Del Periodista; ahí continuó su trabajo como fotorreportero a su muy particular estilo. Para entonces, las únicas agencias que existían, además de Foto Press, eran: la agencia de los Casasola, la de los hermanos Mayo, y la de uno de los fotógrafos emblemáticos de la época, Enrique el Gordo Díaz.
Como fotógrafo independiente, Héctor García tuvo que trabajar arduamente para poder mantener en pie su propia agencia, ya que ésta le exigía el doble de trabajo o quizá más del que hacia anteriormente. Para entonces, tendría que cubrir eventos de distinta índole, desde la política, deportes y hasta espectáculos, pero lo que para él representaba mayor interés, eran sin duda alguna los problemas sociales, presentes en gran parte de su obra fotográfica.
Desde la fundación de la agencia Foto Press, y a pesar de las colaboraciones que hacia para revistas y publicaciones periódicas, Héctor continuaba su propio trabajo.
De esta manera, y como fotógrafo de planta para el periódico Excelsior, obtuvo su propia columna F 2.8, en la cual trabajó durante muchos años a lado del periodista Manuel Becerra Acosta, quien escribía los textos que acompañaban sus fotos.
Entre los años 1950 y 1954, se llevó a cabo la Carrera Panamericana en la que participó Héctor como fotógrafo. La carrera era organizada por el gobierno mexicano en conmemoración de la carretera que unía al país de un extremo a otro, de tal forma que el recorrido duraba varios días y contemplaba, entre otros estados, Oaxaca, Puebla, México, Durango y Chihuahua; conformando un total de 3114 kilómetros, aproximadamente
Para finales de los cincuenta, Petróleos Mexicanos (PEMEX) contrata a Héctor para tomar registro fotográfico sobre los trabajos de exploración, refinamiento y perforación, así como de las instalaciones y el equipo que se utilizaba. Esta relación de trabajo duró más de dos décadas, este mismo trabajo sería presentado en 1963 en la Galería PEMEX, con el título Petróleo de México.

## Premio Nacional de Periodismo
Héctor García fue acreedor en tres ocasiones al Premio Nacional de Periodismo. La primera vez fue en 1958, con la realización de un reportaje sobre el movimiento ferrocarrilero conocido como movimiento Vallejista, debido al líder del Sindicato que impulsó dicho movimiento, Demetrio Vallejo.
Gracias a que Héctor ya se había dedicado con anterioridad a cubrir diferentes mítines y manifestaciones, los policías lo reconocían fácilmente y le permitieron acercarse lo más posible para cumplir con su trabajo como reportero gráfico.
Aunque para ese entonces, Héctor se encontraba trabajando para Excélsior, la fuerte censura de la época impedía que los editores publicaran sus fotografías, así que él mismo, con ayuda del periodista Horacio Quiñones, decidieron crear una revista titulada Ojo. Una revista que ve. De esta forma y bajo las advertencias de restricciones, pudieron publicar las fotografías del movimiento; lo cual, para sorpresa del mismo Héctor, le hizo acreedor a su primer Premio Nacional de Periodismo, pues un trabajo que en un principio había sido víctima de la censura, finalmente resultaría premiado.
En 1968 Héctor García cubrió, simultáneamente, dos acontecimientos: los Juego Olímpicos que se realizaron en México, en calidad de fotógrafo oficial, y las marchas estudiantiles. Aunque la prensa se negó a publicar sus fotografías, a partir de ese año esas imágenes sirvieron para ilustrar casi todos los textos que abordan el tema del movimiento estudiantil. El segundo Premio Nacional de Periodismo le es otorgado por su reportaje sobre los Juegos Olímpicos, publicado en la revista Siempre! 
El movimiento estudiantil comenzó por una disputa entre estudiantes de escuelas pertenecientes a la Universidad Nacional Autónoma de México y al Instituto Politécnico Nacional, respectivamente, pero debido a las fuertes represiones de aquel entonces por parte de la policía, hizo que la problemática aumentara aún más, pues detrás de ello se sabía perfectamente que había intereses políticos, por lo que poco a poco se volvió una problemática de índole nacional.
Para entonces, el CUEC resultó ser el lugar idóneo desde donde los mismos alumnos se dieron a la tarea de documentar en fotografías y videos lo respectivo al movimiento que poco tardaría en estallar. Mientras tanto, Héctor trabajaba en reportajes para un suplemento llamado México en la cultura.
Poco después Héctor estuvo presente en el mitin realizado el 2 de octubre en la Plaza de las Tres Culturas, en Tlatelolco. Ahí como a muchos otros, le tocó presenciar el fuego emprendido en contra de los estudiantes y dirigentes ahí reunidos:
Ya empezaba a oscurecer y para salvarse no había otra cosa más que correr, y a la carrera, en mi caso, tomar las fotos que se pudieran.
Mientras corría, seguí tomando fotografías, pero el colmo de la temeridad fue que después de ponerme a salvo, en vez de irme a casa o al periódico, volví a la plaza. Fue la suma de todas las situaciones posibles y la cumplí, tal y como años antes lo predijo mi maestro Álvarez Bravo, al preguntarle cuándo uno podría considerarse un verdadero fotógrafo. “Cuando sientas que el revelador y el fijador circulan por tus ventas, sabrás que el momento ha llegado” – me dijo –. Y ese instante llegó a mí en Tlatelolco.
Su tercer premio de esta índole se lo debe a un reportaje que realizó sobre la Guerra de Medio Oriente, en 1979. En esta ocasión, el tema central del reportaje eran las disputas entre las distintas naciones por el territorio y la religión, problemas que aún se mantienen latentes. Aún con el constante peligro que significaba adentrarse en aquel territorio, Héctor García junto a Luis Suárez – periodista –, se las arreglaron para entrevistarse con el presidente Nasser; el líder de los palestinos, Yasser Arafat; y el rey Hussein.
En su visita al campamento donde se encontraba Arafat – al cual fue llevado con los ojos vendados y después de muchas negociaciones –, pudo ver de cerca la vida de las mujeres musulmanas que cantaban mientras alimentaban a sus bebes, con la firme convicción de que alimentaban a un futuro soldado; o a niños que desde muy temprana edad eran entrenados en el manejo de las armas; o el cómo tenían que capturar víboras y otras alimañas para poder alimentarse. Gracias a estas y otras experiencias capturadas a través de la lente de su cámara, Héctor García fue merecedor a su tercer Premio Nacional de Periodismo.

## El niño en el vientre de concreto

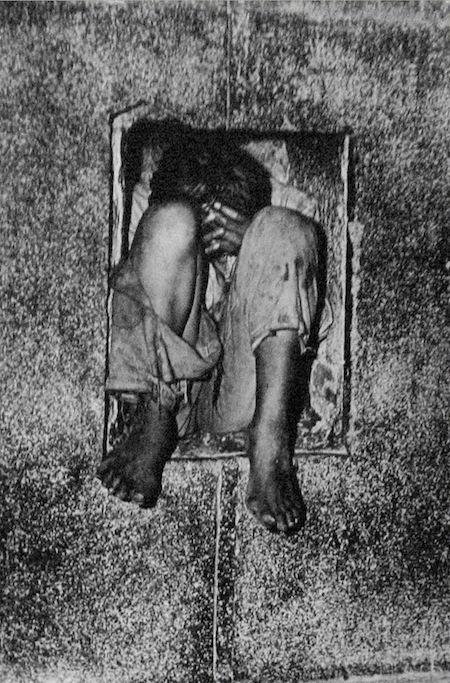
Niño en el vientre de concreto. México. 1953. Héctor García Foto Press

Una de las obras de Héctor García que más ha dado la vuelta alrededor del mundo, quizá sea la titulada El niño en el vientre de concreto. La historia de esta fotografía se remonta hacia el año de 1952, ya establecida su agencia Foto Press. El mismo Héctor contó en una entrevista concedida a Norma Inés Rivera, para su libro Pata de perro (2007), que un día a la salida de la agencia se dirigió junto con Antonio Caballero, Lautaro González Porcel y Enrique Ramírez; hacía la plaza Garibaldi, fue entonces que cerca del entonces teatro Follies, pudo percatarse de un niño que se acurrucaba en un pequeño nicho de un viejo edificio.
Esta misma fotografía sería presentada en París, Francia; como parte de una exposición titulada Una fiesta de muertos mexicana, que albergaría a obras de distinta índole, en la cual la fotografía de Héctor García también sería incluida. La exposición sería inaugurada por el ministro francés de cultura André Malraux, quien al ver aquella fotografía, quedaría impactado por su crudeza e invitaría a Héctor a exponer su obra en Francia, la cual aceptaría y que ahí mismo se concertarían los detalles de la misma.

## Fundación María y Héctor García
La Fundación María y Héctor García fue inaugurada el 28 de octubre de 2008, en la Ciudad de México. Este archivo tiene como finalidad, en principio cumplir con uno de los sueños de Héctor García; ahí se encuentra gran parte del material de Héctor, un aproximado de millón y medio de imágenes. En esta sede se tiene también registro de las publicaciones en las que colaboró y una variedad significativa de documentos que respaldan su labor periodística durante todo el tiempo que trabajó como reportero gráfico. Además de exhibir su obra, también abre sus puertas a otros fotógrafos, tanto renombrados como a aquellos jóvenes que se inician en la exposición de sus obras.
La vasta obra de Héctor García que se resguarda en el archivo está compuesta por fotografías de muy distinta índole. Muestra retratos de figuras del Cine de Oro Mexicano, como: María Félix, Pedro Infante, Dolores del Río, Cantinflas, Tin Tan, etc.; artistas plásticos como: Diego Rivera, David Alfaro Siqueiros, Frida Kahlo, Dr. Atl, entre otros; da testimonio de distintos movimientos sociales como el ferrocarrilero y de maestros (1958), o el de los estudiantes de 1968 y 1971. Así mismo, muestra las campañas presidenciales, desde Adolfo Ruiz Cortines hasta José López Portillo.
Además cuenta con un registro fotográfico que da testimonio del crecimiento de la Ciudad de México, con la construcción de ejes viales, el metro, monumentos y de Ciudad Universitaria. También posee un registro importante de fotografías arqueológicas de México y Centroamérica; así mismo, tiene registro de los grupos étnicos de distintas regiones del país, tal es el caso del trabajo que realizó junto con Fernando Benítez para su libro Los Indios de México, del cual se desprende el trabajo de Héctor García, una crónica fotográfica llamada Semana Santa Cora, la cual da origen a una exposición en el Museo de Ciencias y Artes, y a un documental presentado en el Festival de los Pueblos de la XIII Reseña del Film de Documentación Social de Florencia, Italia, en 1972.
Pero sin duda alguna el tema que más llamaba su atención y el cual abarca la mayor parte de su obra, está compuesto por retratos de la vida real – como él mismo la definió–; es decir, las condiciones humanas de la vida social marginada de gran parte del México del siglo XX.

## Colecciones
- Museo Nacional de Antropología e Historia de México, D.F.
- Biblioteque National, París, Francia.
- The Library of Congress, Washington D. C.
- Secretaría de Relaciones Exteriores, México, D.F.
- Museo de la Universidad Nacional Autónoma de México, México, D.F.
- Sr. André Malraux, Francia.
- Sra. Giselle Freud, Francia.
- Sr. David Alfaro Siqueiros, México, D.F.
- Universidad Autónoma de Zacatecas.
- Instituto de Bellas Artes, Jalisco.
- Casa de la Cultura, Aguascalientes.
- Sr. Javier Pommert, Francia.
- Texas Commerce Bank, Houston, Texas.
- Sandra Joseph.
- Museum of Fine Arts, Houston, Texas.
- Museo del Vaticano, Italia.
- Museo de la fotografía, México, D.F.
- The Museum of Modern Art, Nueva York, U.S.A.

premios
- 1958, 1969, 1979: Premio Nacional de Periodismo.[5]
- 1964: Becario de la UNESCO para estudiar en París
- 1969: Premio de un viaje al Líbano, otorgado por el Centro Libanés de México
- 1972: Premio al mejor film etnográfico en el festival Popoli, en la ciudad de Florencia, Italia
- 2002: Premio Nacional de Ciencias y Artes
- 2005: Ingreso a la Academia de Artes
- 2007: Premio Nacional de Periodismo "Fernando Benítez"
- 2011: Premio al Mérito Cultural de la Ciudad de México

MUERTE
Murió el 2 de junio de 2012 en la Ciudad de México por insuficiencia respiratoria causada por una arritmia cardíaca que padecía. Se le rindió un homenaje en el Palacio de Bellas Artes.